# Colpo di Stato in Turchia del 1980
Il Colpo di Stato Turco del 1980, realizzato il 12 settembre e diretto dal capo di stato maggiore generale turco Kenan Evren, fu il terzo colpo di Stato nella Storia della Repubblica di Turchia, dopo il golpe del 1960 e quello del 1971, chiamato "colpo di Stato del Memorandum".

## Storia
Gli anni 1970 furono caratterizzati da conflitti armati fra estrema destra ed estrema sinistra, spesso espressione di un conflitto non apertamente guerreggiato tra gli Stati Uniti e l'Unione Sovietica. Per fornire un pretesto a un suo intervento, l'Esercito turco permise di intensificare i conflitti; Alcuni sostennero che era stata attivamente realizzata una "strategia della tensione". La violenza si interruppe bruscamente dopo, ed il golpe fu accettato da alcuni come utile a restaurare l'ordine pubblico.
L'11 settembre 1979 il generale Kenan Evren, capo di stato maggiore delle Forze armate turche, ordinò al generale Haydar Saltık uno studio di fattibilità circa l'eventualità di realizzare un colpo di Stato "costituzionale" o di dare un serio ammonimento al governo. Quel rapporto, che raccomandò la preparazione del golpe, fu realizzato in sei mesi. Evren nascose la relazione al sicuro nel suo ufficio. Evren disse che l'unica persona vicina a Saltık a conoscenza dei dettagli era Nurettin Ersin. Si disse che si trattava di una manovra di Evren per comprendere lo spettro politico su come Saltık fosse vicino alla sinistra, mentre Ersin si occupava della destra. Si evitava in questo modo una possibile reazione da parte delle forze politiche dopo il colpo di Stato.
Attuato nel settembre 1980, il controllo del governo fu posto nelle mani del generale Kenan Evren e del suo Consiglio di Sicurezza Nazionale, che subito iniziarono a cercare di normalizzare il Paese con la dissoluzione di tutti i partiti e alla promozione di nuovi attori politici senza collegamento con la politica pre-1980 e i vecchi partiti messi fuori legge. Venne elaborata una nuova costituzione che dava più potere al presidente rispetto all'Assemblea, ed il Senato fu abolito, mentre il generale Kenan venne eletto presidente.
Per i successivi tre anni le forze armate turche governarono il paese attraverso il Consiglio di sicurezza nazionale, prima che la democrazia fosse ripristinata con le elezioni generali turche del 1983.

### Processo ai leader del colpo di Stato
Dopo il referendum del 2010, nel giugno 2011, è iniziata un'indagine relativa al colpo di Stato del 1980. L'Ufficio Speciale Autorizzato del sostituto procuratore di Ankara, chiese all'ex procuratore Sacit Kayasu di trasmettere una copia dell'atto di accusa che aveva preparato al tribunale per Kenan Evren. Kayasu era stato precedentemente licenziato per aver tentato di incriminare Evren nel 2003.
Nel 2012 è iniziato il processo, che nel 2014 lo ha condannato all'ergastolo.